# Escola de Treino de Voo Elementar N.º 1 da RAAF
A Escola de Treino de Voo Elementar N.º 1 foi uma unidade de treino da Real Força Aérea Australiana (RAAF) que operou durante a Segunda Guerra Mundial. Foi uma de doze escolas de treino de voo elementar criadas pela RAAF para providenciar instrução introdutória a recrutas da RAAF para mais tarde se tornarem pilotos. Fez parte do esforço de guerra australiano sob os termos do Esquema de Treino Aéreo do Império. A unidade foi estabelecida em Novembro de 1939 como Escola de Treino de Voo N.º 2, em Melbourne, Vitória. Um mês mais tarde, foi transferida para Parafield, no Austrália Meridional, e foi re-baptizada como Escola de Treino de Voo Elementar N.º 1 no mês seguinte. Em Maio de 1944 as actividades de treino foram transferidas para Tamworth, Nova Gales do Sul, e em Dezembro do mesmo ano a escola foi dissolvida.

## História
A instrução de voo na Real Força Aérea Australiana sofreu profundas modificações com o despoletar da Segunda Guerra Mundial, devido ao grande aumento de voluntários que se queriam tornar tripulantes aéreos e também devido à participação da Austrália no Esquema de Treino Aéreo do Império. A unidade de treino de pilotagem da força aérea antes da guerra, a Escola de Treino de Voo N.º 1 na Estação de Point Cook, em Vitória, foi substituída entre 1940-41 por doze escolas de treino de voo elementar e oito escolas de treino de voo de serviço. As escolas de treino de voo elementar providenciavam um curso de voo de doze semanas aos alunos que se graduavam em alguma das escolas de treino inicial da RAAF. O treino de voo era composto por duas fases: a primeira tinha a duração de quatro semanas (incluindo 10 horas de voo) para determinar quais os alunos capazes de se tornarem pilotos. Aqueles que conseguissem ser nomeados passavam de seguida por mais oito semanas (incluindo 65 horas de voo) na escola. Os pilotos que concluíssem com sucesso este curso eram transferidos para uma escola de treino de voo de serviço na Austrália ou no Canadá, para receberem a próxima fase de instrução como aviadores militares.
A Escola de Treino de Voo Elementar N.º 1 foi formada como Escola de Treino de Voo N.º 2 em Melbourne, no dia 6 de Novembro de 1939. O comandante inaugural foi o Líder de Esquadrão F. J. B. Wight. No dia 13 de Dezembro, a escola foi transferida para Parafield, na Austrália Meridional, depois de ter sido terminado um conjunto de obras no aeródromo. Parafield era a casa do Aero Clube da Austrália Meridional; a posição do aeródromo na região fazia dele um ponto de ligação entre vários centros aeronáuticos, além de ser o local onde se realizava instrução de voo em aviões civis, o que levou a que este local fosse o escolhido para se tornar na base da primeira escola de treino de voo da RAAF criada durante a Segunda Guerra Mundial. O mesmo principio foi usado na criação da Escola de Treino de Voo N.º 3 (mais tarde re-baptizada como Escola de Treino de Voo Elementar N.º 2) em Archerfield, Queensland, da Escola de Treino de Voo Elementar N.º 3 em Essendon, Vitória, e da Escola de Treino de Voo Elementar N.º 4 em Mascot, Nova Gales do Sul.

Os primeiros treze aviões de Havilland Gipsy Moth da Escola de Treino de Voo N.º 2 foram entregues em Parafield nos dias 16 e 17 de Dezembro de 1939. No dia 2 de Janeiro de 1940 a unidade foi re-baptizada como Escola de Treino de Voo Elementar N.º 1. O primeiro curso de oito semanas começou no dia 8 de Janeiro, com vinte e três estudantes. De acordo com o registo de operações da unidade, os voos eram realizados conforme a disponibilidade de paraquedas, contudo, a 19 de Janeiro, "foi garantida permissão para a realização de voos sem paraquedas, enquanto estes não fossem fornecidos à escola". O segundo curso de voo começou no dia 5 de Janeiro. No dia 19 de Março, um instrutor e um cadete faleceram num acidente aéreo. No dia 20 de Abril a frota de aviões da Escola de Treino de Voo Elementar N.º 1 foi reforçado com a chegada de seis de Havilland Tiger Moth.

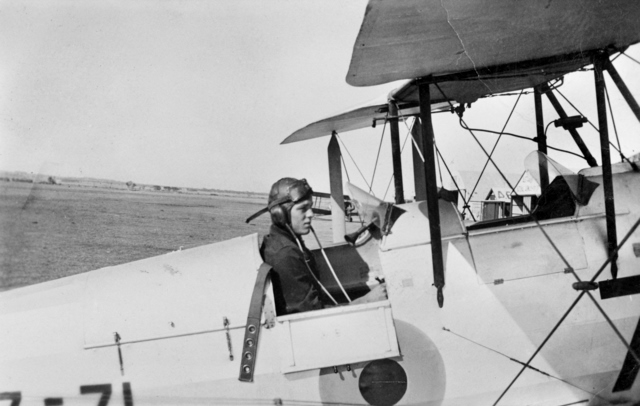
Um piloto da Escola de Treino de Voo Elementar N.º 1 num avião de treino DH.60 Moth, por volta de 1940

O curso inaugural sob o Esquema de Treino Aéreo do Império, que juntou vinte e quatro estudantes, começou no dia 29 de Abril de 1940; à excepção de um estudante, todos os outros concluíram o curso com sucesso. No dia 25 de Junho, mais 5 aviões Tiger Moth chegaram à escola. No dia 22 de Julho, três aeronaves pertencentes ao Aero Clube da Austrália Meridional foram incorporadas na escola, e o treino civil no aero clube foi encerrado. No dia 26 de Junho de 1941 a Escola de Treino de Voo Elementar N.º 1 recebeu três CAC Wackett. A 2 de Agosto, a escola passou a estar subordinada ao Comando da Área do Sul, que tinha sido formada em Março de 1940, sendo ela subordinada ao Grupo N.º 1 da RAAF. Em Dezembro de 1942, a Escola de Treino de Voo Elementar N.º 1 tinha 116 estudantes em instrução; um total de 1184 estudantes—81 cadetes e 1043 estudantes do Esquema de Treino Aéreo do Império—passaram pela escola. Um ano mais tarde, a Escola de Treino de Voo Elementar N.º 1 tinha 85 estudantes em instrução, e um total de 1628 já haviam passado pela escola.
Entre 17 e 28 de Maio de 1944 a Escola de Treino de Voo Elementar N.º 1 foi transferida para Tamworth, Nova Gales do Sul, supostamente para permitir a expansão da aviação civil em Parafield. As unidades de treino em Nova Gales do Sul estavam subordinadas ao Grupo N.º 2. No dia 10 de Setembro, um estudante faleceu quando o seu Tiger Moth sofreu um acidente a sul do aeródromo de Tamworth. Todo o treino de voo na Escola de Treino de Voo Elementar N.º 1 cessou no dia 15 de Setembro, altura pela qual já 1991 estudantes haviam passado pela escola. Os pilotos que ainda estavam em instrução foram transferidos para a Escola de Treino de Voo Elementar N.º 8 em Narrandera, Nova Gales do Sul, e para a Escola de Treino de Voo Elementar N.º 11 em Benalla, Vitória. A RAAF mandou encerrar a escola em Agosto de 1944 devido a um plano de redução no treino de tripulações aéreas, depois de ser informada pelo Air Ministry britânico que não haveria mais a necessidade de formação de tripulações do Esquema de Treino Aéreo do Império para a guerra na Europa. Quantidades consideraveis de tripulações aéreas haviam sido acumuladas no Reino Unido no início de 1944, antes da invasão da Normandia, contudo o facto de a taxa de baixas ter sido menor que o esperado, resultou num excesso que, no dia 30 de Junho, totalizava cerca de 3000 australianos. A Escola de Treino de Voo Elementar N.º 1 foi oficialmente dissolvida no dia 12 de Dezembro de 1944, e no mesmo dia foi formada a Unidade de Cuidado e Manutenção Tamworth, utilizando alguns efectivos da Escola de Treino de Voo Elementar N.º 1. Uma das muitas unidades de manutenção e cuidado criadas pela RAAF, a sua função era armazenar e cuidar do equipamento aeronáutico antes de o mesmo ser despachado para fora do ramo. No dia 5 de Julho de 1947, a unidade de manutenção foi dissolvida.

## Comandantes
A Escola de Treino de Voo Elementar N.º 1 foi comandada pelos seguintes oficiais:
| Início de mandato      | Nome                              |
| ---------------------- | --------------------------------- |
| 6 de Novembro de 1939  | Líder de Esquadrão F. J. B. Wight |
| 25 de Novembro de 1940 | Comandante de Asa R. S. Brown     |
| 4 de Maio de 1942      | Comandante de Asa Kilby           |
| 3 de Julho de 1942     | Líder de Esquadrão R. Williams    |
| 7 de Dezembro de 1942  | Líder de Esquadrão W. O. Wedgwood |
| 7 de Junho de 1943     | Comandante de Asa H. Plumridge    |
| 30 de Maio de 1944     | Comandante de Asa C. E. Martin    |